# هاري لي (تنس)
هاري لي (بالإنجليزية: Harry Lee)‏ مواليد 15 يونيو 1907 في لندن - الوفاة 14 أبريل 1998 في مقاطعة سومرست، كان لاعب كرة مضرب بريطاني بدأ مسيرته كمحترف سنة 1927 وكان يلعب باليد اليمنى، اعتزل اللعب في 1939. في 1933 1934 كان ضمن فريق كأس ديفيز البريطاني مع فريد بيري وباني أوستن وبات هيوز.

## روابط خارجية
- هاري لي على موقع رابطة محترفي التنس (الإنجليزية)
- هاري لي على موقع الاتحاد الدولي لكرة المضرب (الإنجليزية)
- هاري لي على موقع كأس ديفيز (الإنجليزية)
- هاري لي على موقع خلاصة التنس.كوم (الإنجليزية)